# Кубок мира по хоккею с шайбой 2016
Кубок мира по хоккею с шайбой 2016 — 3-й розыгрыш Кубка мира под эгидой Национальной хоккейной лиги при содействии ИИХФ и Ассоциации игроков НХЛ, проходил в Торонто с 17 по 29 сентября 2016 года. В турнире приняли участие 8 сборных команд, две из которых, сборные Европы и Северной Америки, были сформированы специально для этого турнира. Кубок мира проводился на площадках североамериканского формата и по правилам НХЛ.
Победителем турнира, во второй раз в своей истории стала сборная Канады, которая в финальной серии обыграла сборную Европы в двух матчах. Самым ценным игроком Кубка мира был признан капитан Канады — Сидни Кросби.

## Место проведения
| Эйр Канада-центр Вместимость: 18 800 |
| ------------------------------------ |
|                                      |
| Канада — Торонто                     |

В отличие от прошлых Кубков мира, этот проходил только в одном городе — Торонто. Все матчи турнира были сыграны на арене «Эйр Канада-центр», которая является домашней для клуба НХЛ «Торонто Мейпл Лифс». «Эйр Канада Центр» уже принимал пять матчей Кубка мира 2004 года, включая финал.

## Участники
В турнире принимали участие 8 сборных. Сборная Северной Америки состоит из игроков США и Канады не старше 23 лет. В сборную Европы заявлены игроки из европейских стран, которые не представлены отдельными сборными на турнире, таких как Германия, Словакия, Швейцария, Дания и других.
| Европа - Европа - Россия - Финляндия - Чехия - Швеция | Северная Америка - Канада - Северная Америка (до 23 лет) - США |

## Судьи
Национальная хоккейная лига утвердила 7 главных и 7 линейных судей для обслуживания матчей Кубка мира. Все они являются судьями НХЛ.

| Главные судьи - 4 — Уэс Макколи - 9 — Дэн О’Рурк - 11 — Келли Сазерленд - 13 — Дэн О’Хэллоран - 19 — Горд Дуайер - 27 — Эрик Фурлатт - 28 — Крис Ли | Линейные судьи - 55 — Шейн Хайер - 65 — Пьер Расико - 75 — Дерек Амелл - 76 — Мишель Кормье - 89 — Стив Миллер - 93 — Брайан Мёрфи - 95 — Джонни Мюррей |  |

## Составы команд
В состав каждой команды входит 23 игрока, 3 из которых вратари. Имена 16 игроков (включая как минимум двух вратарей) были объявлены 2 марта 2016 года, а окончательные составы — 27 мая 2016 года.

## Регламент турнира
Команды разбиты на две группы, в которых проводят по три матча. В плей-офф выходят по две команды из каждой группы, набравшие наибольшее количество очков. Победители групп играют полуфинальные матчи с командами, занявшими вторые места в другой группе. Победители полуфиналов встречаются в финальной мини-серии до двух побед.
При равном счёте по итогам основного времени матча на групповом этапе проходят овертаймы в формате «3 на 3» продолжительностью пять минут, в случае ничейного результата назначается серия буллитов. В плей-офф проводится неограниченное количество овертаймов в формате «5 на 5» продолжительностью 20 минут до первой заброшенной шайбы.
За победу в матче команда получает 2 очка. Проигравшая в основное время команда очков не получает, а за поражение в дополнительное время или в серии послематчевых буллитов команда получает 1 очко. При равном количестве набранных очков более высокое место в группе занимает команда, одержавшая победу в очной встрече. При равенстве очков более чем у двух команд учитываются следующие показатели: количество побед в основное и дополнительное время (не учитывая победы по буллитам), победы только в основное время, общая разница забитых и пропущенных шайб, общее количество заброшенных шайб.

## Призовой фонд
Каждая команда получает по $500 тыс. за участие на Кубке мира. Победитель турнира получает $1 млн, а финалист — $500 тыс. Также каждая команда получает прибыль от трансляций выставочных матчей в преддверии Кубка мира, где она номинально являлась хозяйкой площадки.

## Контрольные матчи
В рамках подготовки к турниру команды провели тренировочные лагеря с 5 по 7 сентября, а также по три контрольных матча с 8 по 14 сентября.
Начало матчей указано по местному времени (UTC+3:00)
| 8 сентября 2016 19:00 | Финляндия | 3 : 2 (ОТ) (0:0, 1:1, 1:1, 1:0) | Швеция | Хартвалл Арена, Хельсинки Зрителей: 11 634 |

| Отчёт | Отчёт                     | Отчёт                                                                                       | Отчёт                                                 | Отчёт                                                                         |
| --- | ------------------------- | ------------------------------------------------------------------------------------------- | ----------------------------------------------------- | ----------------------------------------------------------------------------- |
| |                           |                                                                                             |                                                       |                                                                               |
| | Пекка Ринне — 00:00-64:17 | Вратари                                                                                     | 00:00-31:03 — Якоб Маркстрём 31:03-64:17 — Юнас Энрот | Судьи: Эрик Фурлатт Ансси Салонен Линейные судьи: Стив Миллер Сакари Суоминен |
| | Голы:                     |                                                                                             |                                                       | Судьи: Эрик Фурлатт Ансси Салонен Линейные судьи: Стив Миллер Сакари Суоминен |
| Александр Барков (бол.) — 34:40 Микаэль Гранлунд — 55:01 (М. Койву) Олли Мяяття — 64:17 (А. Барков, Ю. Йокинен) | 1 : 0 1 : 1 : 2 : 2 3 : 2 | 35:29 — Луи Эрикссон (В. Хедман, Д. Седин) 49:42 — Карл Сёдерберг (Р. Ракелл, Г. Ландескуг) |                                                       | Судьи: Эрик Фурлатт Ансси Салонен Линейные судьи: Стив Миллер Сакари Суоминен |
| |                           |                                                                                             |                                                       | Судьи: Эрик Фурлатт Ансси Салонен Линейные судьи: Стив Миллер Сакари Суоминен |
| |                           |                                                                                             |                                                       | Судьи: Эрик Фурлатт Ансси Салонен Линейные судьи: Стив Миллер Сакари Суоминен |
| |                           |                                                                                             |                                                       | Судьи: Эрик Фурлатт Ансси Салонен Линейные судьи: Стив Миллер Сакари Суоминен |
| 6 мин | Штраф                     | 14 мин                                                                                      |                                                       | Судьи: Эрик Фурлатт Ансси Салонен Линейные судьи: Стив Миллер Сакари Суоминен |
| |                           |                                                                                             |                                                       |                                                                               |
| | 24                        | Броски                                                                                      | 20                                                    |                                                                               |

| 8 сентября 2016 19:30 | Россия | 4 : 3 (1:1, 2:0, 1:2) | Чехия | Юбилейный, Санкт-Петербург Зрителей: 6311 |

| Отчёт | Отчёт                                   | Отчёт | Отчёт                     | Отчёт                                                                           |
| --- | --------------------------------------- | --- | ------------------------- | ------------------------------------------------------------------------------- |
| |                                         | |                           |                                                                                 |
| | Сергей Бобровский — 00:00-60:00         | Вратари | 00:00-60:00 — Петр Мразек | Судьи: Горд Дуайер Константин Оленин Линейные судьи: Мишель Кормье Глеб Лазарев |
| | Голы:                                   | |                           | Судьи: Горд Дуайер Константин Оленин Линейные судьи: Мишель Кормье Глеб Лазарев |
| Артемий Панарин — 18:29 (В. Шипачёв, Е. Дадонов) Владимир Тарасенко (бол.) — 25:22 (Н. Кучеров, А. Марков) Никита Кучеров — 28:38 (А. Марченко, Д. Орлов) Евгений Дадонов — 48:48 (А. Панарин, В. Шипачёв) | 0 : 1 : 1 2 : 1 3 : 1 3 : 2 4 : 2 4 : 3 | 03:54 — Михал Кемпни (В. Соботка, М. Михалек) 46:48 — Мартин Ганзал (бол.) (А. Гемски, М. Кемпни) 57:13 — Роман Полак (О. Палат) |                           | Судьи: Горд Дуайер Константин Оленин Линейные судьи: Мишель Кормье Глеб Лазарев |
| |                                         | |                           | Судьи: Горд Дуайер Константин Оленин Линейные судьи: Мишель Кормье Глеб Лазарев |
| |                                         | |                           | Судьи: Горд Дуайер Константин Оленин Линейные судьи: Мишель Кормье Глеб Лазарев |
| |                                         | |                           | Судьи: Горд Дуайер Константин Оленин Линейные судьи: Мишель Кормье Глеб Лазарев |
| 10 мин | Штраф                                   | 12 мин |                           | Судьи: Горд Дуайер Константин Оленин Линейные судьи: Мишель Кормье Глеб Лазарев |
| |                                         | |                           |                                                                                 |
| | 28                                      | Броски | 32                        |                                                                                 |

Начало матчей указано по местному времени (UTC−4:00)
| 8 сентября 2016 20:00 | Европа | 0 : 4 (0:0, 0:3, 0:1) | Северная Америка | Видеотрон-центр, Квебек Зрителей: 18 005 |

| Отчёт | Отчёт                       | Отчёт | Отчёт                     | Отчёт                                                                        |
| ----- | --------------------------- | --- | ------------------------- | ---------------------------------------------------------------------------- |
|       |                             | |                           |                                                                              |
|       | Ярослав Галак — 00:00-60:00 | Вратари | 00:00-60:00 — Мэтт Мюррей | Судьи: Уэс Макколи Дэн О’Хэллоран Линейные судьи: Брайан Мёрфи Джонни Мюррей |
|       | Голы:                       | |                           | Судьи: Уэс Макколи Дэн О’Хэллоран Линейные судьи: Брайан Мёрфи Джонни Мюррей |
|       | 0 : 1 0 : 2 0 : 3 0 : 4     | 23:52 — Натан Маккиннон (бол.) (А. Экблад, Дж. Годро) 26:22 — Райан Ньюджент-Хопкинс 28:34 — Джонни Годро (Б. Саад, Дж. Айкел) 51:52 — Натан Маккиннон (бул.) |                           | Судьи: Уэс Макколи Дэн О’Хэллоран Линейные судьи: Брайан Мёрфи Джонни Мюррей |
|       |                             | |                           | Судьи: Уэс Макколи Дэн О’Хэллоран Линейные судьи: Брайан Мёрфи Джонни Мюррей |
|       |                             | |                           | Судьи: Уэс Макколи Дэн О’Хэллоран Линейные судьи: Брайан Мёрфи Джонни Мюррей |
|       |                             | |                           | Судьи: Уэс Макколи Дэн О’Хэллоран Линейные судьи: Брайан Мёрфи Джонни Мюррей |
| 2 мин | Штраф                       | 4 мин |                           | Судьи: Уэс Макколи Дэн О’Хэллоран Линейные судьи: Брайан Мёрфи Джонни Мюррей |
|       |                             | |                           |                                                                              |
|       | 23                          | Броски | 21                        |                                                                              |

| 9 сентября 2016 19:00 | США | 4 : 2 (2:0, 1:1, 1:1) | Канада | Нэшнуайд-арена, Колумбус Зрителей: 17 791 |

| Отчёт | Отчёт                                               | Отчёт                                                                                   | Отчёт                    | Отчёт                                                                    |
| --- | --------------------------------------------------- | --------------------------------------------------------------------------------------- | ------------------------ | ------------------------------------------------------------------------ |
| |                                                     |                                                                                         |                          |                                                                          |
| | Джонатан Куик — 00:00-40:00 Бен Бишоп — 40:00-60:00 | Вратари                                                                                 | 00:00-60:00 — Кэри Прайс | Судьи: Дэн О'Рурк Келли Сазерленд Линейные судьи: Дерек Амелл Шейн Хейер |
| | Голы:                                               |                                                                                         |                          | Судьи: Дэн О'Рурк Келли Сазерленд Линейные судьи: Дерек Амелл Шейн Хейер |
| Зак Паризе — 16:56 (Р. Сутер, Д. Степан) Патрик Кейн — 18:01 (Д. Павелски) Джо Павелски — 35:54 (Д. Джонсон, П. Кейн) Дерек Степан (п.в.) — 58:39 | 1 : 0 2 : 0 2 : 1 3 : 1 3 : 2 4 : 2                 | 33:24 — Патрис Бержерон (С. Кросби, Б. Маршан) 45:21 — Дрю Даути (Р. Гецлаф, Д. Маззин) |                          | Судьи: Дэн О'Рурк Келли Сазерленд Линейные судьи: Дерек Амелл Шейн Хейер |
| |                                                     |                                                                                         |                          | Судьи: Дэн О'Рурк Келли Сазерленд Линейные судьи: Дерек Амелл Шейн Хейер |
| |                                                     |                                                                                         |                          | Судьи: Дэн О'Рурк Келли Сазерленд Линейные судьи: Дерек Амелл Шейн Хейер |
| |                                                     |                                                                                         |                          | Судьи: Дэн О'Рурк Келли Сазерленд Линейные судьи: Дерек Амелл Шейн Хейер |
| 21 мин | Штраф                                               | 10 мин                                                                                  |                          | Судьи: Дэн О'Рурк Келли Сазерленд Линейные судьи: Дерек Амелл Шейн Хейер |
| |                                                     |                                                                                         |                          |                                                                          |
| | 25                                                  | Броски                                                                                  | 43                       |                                                                          |

Начало матчей указано по местному времени (UTC+2:00)
| 10 сентября 2016 16:30 | Чехия | 2 : 1 (Б) (0:0, 0:0, 1:1, 0:0, 1:0) | Россия | O2 Арена, Прага Зрителей: 13 848 |

| Отчёт                                                                        | Отчёт                       | Отчёт                                             | Отчёт                        | Отчёт                                                                    |
| ---------------------------------------------------------------------------- | --------------------------- | ------------------------------------------------- | ---------------------------- | ------------------------------------------------------------------------ |
|                                                                              |                             |                                                   |                              |                                                                          |
|                                                                              | Михай Нойвирт — 00:00-65:00 | Вратари                                           | 00:00-65:00 — Семён Варламов | Судьи: Горд Дуайер Ян Грибик Линейные судьи: Мишель Кормье Либор Суханек |
|                                                                              | Голы:                       |                                                   |                              | Судьи: Горд Дуайер Ян Грибик Линейные судьи: Мишель Кормье Либор Суханек |
| Томаш Плеканец — 58:49 (М. Фролик, Р. Полак) Алеш Гемски (поб. бул.) — 65:00 | 0 : 1 : 1 2 : 1             | 41:04 — Никита Кучеров (Е. Кузнецов, А. Овечкин)  |                              | Судьи: Горд Дуайер Ян Грибик Линейные судьи: Мишель Кормье Либор Суханек |
|                                                                              | Буллиты:                    |                                                   |                              | Судьи: Горд Дуайер Ян Грибик Линейные судьи: Мишель Кормье Либор Суханек |
| Давид Пастрняк Якуб Ворачек Алеш Гемски                                      |                             | Артемий Панарин Владимир Тарасенко Никита Кучеров |                              | Судьи: Горд Дуайер Ян Грибик Линейные судьи: Мишель Кормье Либор Суханек |
|                                                                              |                             |                                                   |                              | Судьи: Горд Дуайер Ян Грибик Линейные судьи: Мишель Кормье Либор Суханек |
| 12 мин                                                                       | Штраф                       | 12 мин                                            |                              | Судьи: Горд Дуайер Ян Грибик Линейные судьи: Мишель Кормье Либор Суханек |
|                                                                              |                             |                                                   |                              |                                                                          |
|                                                                              | 34                          | Броски                                            | 21                           |                                                                          |

| 10 сентября 2016 18:00 | Швеция | 6 : 3 (2:0, 1:2, 3:1) | Финляндия | Скандинавиум, Гётеборг Зрителей: 12 044 |

| Отчёт | Отчёт                                                 | Отчёт | Отчёт                     | Отчёт                                                                               |
| --- | ----------------------------------------------------- | --- | ------------------------- | ----------------------------------------------------------------------------------- |
| |                                                       | |                           |                                                                                     |
| | Хенрик Лундквист — 00:00-60:00                        | Вратари | 00:00-60:00 — Туукка Раск | Судьи: Эрик Фурлатт Тобиас Бьёрк Линейные судьи: Хенрик Пихлблад Андреас Мальмквист |
| | Голы:                                                 | |                           | Судьи: Эрик Фурлатт Тобиас Бьёрк Линейные судьи: Хенрик Пихлблад Андреас Мальмквист |
| Луи Эрикссон (бол.) — 08:56 (Х. Седин, О. Эксан-Ларссон) Луи Эрикссон (бол.) — 18:06 (Д. Седин, Х. Седин) Патрик Хёрнквист — 33:55 Никлас Бекстрём — 51:54 (Ф. Форсберг, П. Хёрнквист) Патрик Хёрнквист — 54:45 (Ф. Форсберг) Филип Форсберг (п.в.) — 57:53 (П. Хёрнквист) | 1 : 0 2 : 0 3 : 0 3 : 1 3 : 2 4 : 2 5 : 2 5 : 3 6 : 3 | 36:53 — Расмус Ристолайнен (бол.) (М. Койву, Й .Донской) 39:58 — Микко Койву (Й. Донской, Р. Ристолайнен) 56:34 — Эрик Хаула (Ю. Йокипакка) |                           | Судьи: Эрик Фурлатт Тобиас Бьёрк Линейные судьи: Хенрик Пихлблад Андреас Мальмквист |
| |                                                       | |                           | Судьи: Эрик Фурлатт Тобиас Бьёрк Линейные судьи: Хенрик Пихлблад Андреас Мальмквист |
| |                                                       | |                           | Судьи: Эрик Фурлатт Тобиас Бьёрк Линейные судьи: Хенрик Пихлблад Андреас Мальмквист |
| |                                                       | |                           | Судьи: Эрик Фурлатт Тобиас Бьёрк Линейные судьи: Хенрик Пихлблад Андреас Мальмквист |
| 12 мин | Штраф                                                 | 14 мин |                           | Судьи: Эрик Фурлатт Тобиас Бьёрк Линейные судьи: Хенрик Пихлблад Андреас Мальмквист |
| |                                                       | |                           |                                                                                     |
| | 29                                                    | Броски | 14                        |                                                                                     |

Начало матчей указано по местному времени (UTC−4:00)
| 10 сентября 2016 19:00 | Канада | 5 : 2 (3:1, 1:1, 1:0) | США | Канадиен Тайер-центр, Оттава Зрителей: 18 687 |

| Отчёт | Отчёт                                                    | Отчёт                                                                   | Отчёт                                              | Отчёт                                                                 |
| --- | -------------------------------------------------------- | ----------------------------------------------------------------------- | -------------------------------------------------- | --------------------------------------------------------------------- |
| |                                                          |                                                                         |                                                    |                                                                       |
| | Брэйден Холтби — 00:00-30:15 Кори Кроуфорд — 30:15-60:00 | Вратари                                                                 | 00:00-40:00 — Кори Шнайдер 40:00-60:00 — Бен Бишоп | Судьи: Уэс Макколи Крис Ли Линейные судьи: Брайан Мёрфи Джонни Мюррей |
| | Голы:                                                    |                                                                         |                                                    | Судьи: Уэс Макколи Крис Ли Линейные судьи: Брайан Мёрфи Джонни Мюррей |
| Логан Кутюр (бол.) — 11:14 (Дж. Торнтон, К. Перри) Джон Таварес (бол.) — 13:25 (С. Стэмкос, Д. Даути) Джей Боумистер — 15:38 (Р. Гецлаф, К. Перри) Мэтт Дюшен — 32:11 (Т. Сегин, Д. Даути) Джон Таварес (бол.) — 48:01 (С. Стэмкос, Дж. Тэйвз) | 1 : 0 2 : 0 3 : 0 3 : 1 3 : 2 4 : 2 5 : 2                | 16:35 — Райан Макдона (Д. Степан) 20:38 — Джон Карлсон (бол.) (П. Кейн) |                                                    | Судьи: Уэс Макколи Крис Ли Линейные судьи: Брайан Мёрфи Джонни Мюррей |
| |                                                          |                                                                         |                                                    | Судьи: Уэс Макколи Крис Ли Линейные судьи: Брайан Мёрфи Джонни Мюррей |
| |                                                          |                                                                         |                                                    | Судьи: Уэс Макколи Крис Ли Линейные судьи: Брайан Мёрфи Джонни Мюррей |
| |                                                          |                                                                         |                                                    | Судьи: Уэс Макколи Крис Ли Линейные судьи: Брайан Мёрфи Джонни Мюррей |
| 24 мин | Штраф                                                    | 28 мин                                                                  |                                                    | Судьи: Уэс Макколи Крис Ли Линейные судьи: Брайан Мёрфи Джонни Мюррей |
| |                                                          |                                                                         |                                                    |                                                                       |
| | 38                                                       | Броски                                                                  | 23                                                 |                                                                       |

| 11 сентября 2016 18:00 | Северная Америка | 7 : 4 (5:1, 0:2, 2:1) | Европа | Белл-центр, Монреаль Зрителей: 17 243 |

| Отчёт | Отчёт                                                             | Отчёт | Отчёт                                                  | Отчёт                                                                    |
| --- | ----------------------------------------------------------------- | --- | ------------------------------------------------------ | ------------------------------------------------------------------------ |
| |                                                                   | |                                                        |                                                                          |
| | Джон Гибсон — 00:00-60:00                                         | Вратари | 00:00-10:22 — Томас Грайсс 10:22-60:00 — Ярослав Галак | Судьи: Келли Сазерленд Дэн О’Рурк Линейные судьи: Дерек Амелл Шейн Хейер |
| | Голы:                                                             | |                                                        | Судьи: Келли Сазерленд Дэн О’Рурк Линейные судьи: Дерек Амелл Шейн Хейер |
| Аарон Экблад — 05:20 (О. Мэттьюс, Б. Саад) Дилан Ларкин — 06:27 (В. Трочек, Р. Мюррей) Аарон Экблад — 07:19 (Н. Маккиннон) Морган Райлли — 10:22 (Дж. Друэн) Джонни Годро — 15:54 (М. Шайфли) Джонни Годро — 51:29 (Н. Маккиннон, К. Парайко) Дилан Ларкин (п.в.) — 59:46 (Дж. Айкел, К. Парайко) | 1 : 0 2 : 0 3 : 0 3 : 1 4 : 1 5 : 1 5 : 2 5 : 3 5 : 4 6 : 4 7 : 4 | 08:55 — Пьер-Эдуард Белльмар (Т. Ванек) 24:50 — Мариан Габорик (Р. Йоси, П.-Э. Белльмар) 39:14 — Мариан Габорик (Ф. Нильсен, М. Цуккарелло) 48:17 — Франс Нильсен (Р. Йоси, М. Цуккарелло) |                                                        | Судьи: Келли Сазерленд Дэн О’Рурк Линейные судьи: Дерек Амелл Шейн Хейер |
| |                                                                   | |                                                        | Судьи: Келли Сазерленд Дэн О’Рурк Линейные судьи: Дерек Амелл Шейн Хейер |
| |                                                                   | |                                                        | Судьи: Келли Сазерленд Дэн О’Рурк Линейные судьи: Дерек Амелл Шейн Хейер |
| |                                                                   | |                                                        | Судьи: Келли Сазерленд Дэн О’Рурк Линейные судьи: Дерек Амелл Шейн Хейер |
| 2 мин | Штраф                                                             | 8 мин |                                                        | Судьи: Келли Сазерленд Дэн О’Рурк Линейные судьи: Дерек Амелл Шейн Хейер |
| |                                                                   | |                                                        |                                                                          |
| | 33                                                                | Броски | 33                                                     |                                                                          |

| 13 сентября 2016 19:00 | США | 3 : 2 (1:0, 2:0, 0:2) | Финляндия | Верайзон-центр, Вашингтон Зрителей: 15 653 |

| Отчёт | Отчёт                         | Отчёт                                                                                     | Отчёт                     | Отчёт                                                            |
| --- | ----------------------------- | ----------------------------------------------------------------------------------------- | ------------------------- | ---------------------------------------------------------------- |
| |                               |                                                                                           |                           |                                                                  |
| | Джонатан Куик — 00:00-60:00   | Вратари                                                                                   | 00:00-60:00 — Пекка Ринне | Судьи: Дэн О’Рурк Крис Ли Линейные судьи: Шейн Хейер Пьер Расико |
| | Голы:                         |                                                                                           |                           | Судьи: Дэн О’Рурк Крис Ли Линейные судьи: Шейн Хейер Пьер Расико |
| Ти Джей Оши — 01:08 (Р. Кеслер, Р. Макдона) Райан Кеслер — 23:37 (Б. Уилер, М. Пачиоретти) Дерек Степан — 25:34 (Дж. Карлсон) | 1 : 0 2 : 0 3 : 0 3 : 1 3 : 2 | 51:22 — Патрик Лайне (бол.) (С. Ватанен, А. Барков) 55:27 — Юсси Йокинен (Р. Ристолайнен) |                           | Судьи: Дэн О’Рурк Крис Ли Линейные судьи: Шейн Хейер Пьер Расико |
| |                               |                                                                                           |                           | Судьи: Дэн О’Рурк Крис Ли Линейные судьи: Шейн Хейер Пьер Расико |
| |                               |                                                                                           |                           | Судьи: Дэн О’Рурк Крис Ли Линейные судьи: Шейн Хейер Пьер Расико |
| |                               |                                                                                           |                           | Судьи: Дэн О’Рурк Крис Ли Линейные судьи: Шейн Хейер Пьер Расико |
| 10 мин | Штраф                         | 4 мин                                                                                     |                           | Судьи: Дэн О’Рурк Крис Ли Линейные судьи: Шейн Хейер Пьер Расико |
| |                               |                                                                                           |                           |                                                                  |
| | 29                            | Броски                                                                                    | 32                        |                                                                  |

| 14 сентября 2016 15:30 | Северная Америка | 2 : 3 (0:1, 0:0, 2:2) | Чехия | Консол Энерджи-центр, Питтсбург |

| Отчёт                                                                                                  | Отчёт                                                    | Отчёт | Отчёт                                                 | Отчёт                                                                     |
| --- | -------------------------------------------------------- | --- | ----------------------------------------------------- | ------------------------------------------------------------------------- |
| |                                                          | |                                                       |                                                                           |
| | Мэтт Мюррей — 00:00-40:00 Коннор Хеллебайк — 40:00-60:00 | Вратари | 00:00-30:15 — Михал Нойвирт 30:15-60:00 — Петр Мразек | Судьи: Эрик Фурлатт Уэс Макколи Линейные судьи: Стив Миллер Мишель Кормье |
| | Голы:                                                    | |                                                       | Судьи: Эрик Фурлатт Уэс Макколи Линейные судьи: Стив Миллер Мишель Кормье |
| Шейн Гостисбеер — 48:58 (Д. Ларкин, М. Шайфли) Остон Мэттьюс (бол.) — 50:57 (Дж. Годро, Ш. Гостисбеер) | 0 : 1 0 : 2 1 : 2 2 : 2 2 : 3                            | 10:08 — Ондржей Палат (бол.) (А. Гемски, М. Кемпни) 47:16 — Радек Факса (Д. Пастрняк, О. Палат) 51:50 — Томаш Плеканец (А. Гемски, Я. Накладал) |                                                       | Судьи: Эрик Фурлатт Уэс Макколи Линейные судьи: Стив Миллер Мишель Кормье |
| |                                                          | |                                                       | Судьи: Эрик Фурлатт Уэс Макколи Линейные судьи: Стив Миллер Мишель Кормье |
| |                                                          | |                                                       | Судьи: Эрик Фурлатт Уэс Макколи Линейные судьи: Стив Миллер Мишель Кормье |
| |                                                          | |                                                       | Судьи: Эрик Фурлатт Уэс Макколи Линейные судьи: Стив Миллер Мишель Кормье |
| 8 мин                                                                                                  | Штраф                                                    | 16 мин |                                                       | Судьи: Эрик Фурлатт Уэс Макколи Линейные судьи: Стив Миллер Мишель Кормье |
| |                                                          | |                                                       |                                                                           |
| | 44                                                       | Броски | 29                                                    |                                                                           |

| 14 сентября 2016 19:00 | Европа | 6 : 2 (1:0, 2:1, 3:1) | Швеция | Верайзон-центр, Вашингтон Зрителей: 13 523 |

| Отчёт | Отчёт                                           | Отчёт | Отчёт                                                       | Отчёт                                                                   |
| --- | ----------------------------------------------- | --- | ----------------------------------------------------------- | ----------------------------------------------------------------------- |
| |                                                 | |                                                             |                                                                         |
| | Ярослав Галак — 00:00-60:00                     | Вратари | 00:00-47:01 — Хенрик Лундквист 47:01-60:00 — Якоб Маркстрём | Судьи: Келли Сазерленд Крис Ли Линейные судьи: Брайан Мёрфи Пьер Расико |
| | Голы:                                           | |                                                             | Судьи: Келли Сазерленд Крис Ли Линейные судьи: Брайан Мёрфи Пьер Расико |
| Леон Драйзайтль — 08:53 (Н. Нидеррайтер, З. Хара) Томаш Татар (бол.) — 22:48 (М. Габорик, М. Штрайт) Леон Драйзайтль — 34:31 (Н. Нидеррайтер, Д. Зайденберг) Томас Ванек — 45:01 (М. Цуккарелло) Леон Драйзайтль — 46:46 (Р. Йоси, Д. Зайденберг) Анже Копитар (п.в.) — 59:28 (Т. Татар, А. Секера) | 1 : 0 2 : 0 3 : 0 3 : 1 4 : 1 5 : 1 5 : 2 6 : 2 | 37:07 — Даниэль Седин (бол.) (Э. Карлссон, О. Экман-Ларссон) 55:09 — Патрик Хёрнквист (В. Хедман, Ф. Форсберг) |                                                             | Судьи: Келли Сазерленд Крис Ли Линейные судьи: Брайан Мёрфи Пьер Расико |
| |                                                 | |                                                             | Судьи: Келли Сазерленд Крис Ли Линейные судьи: Брайан Мёрфи Пьер Расико |
| |                                                 | |                                                             | Судьи: Келли Сазерленд Крис Ли Линейные судьи: Брайан Мёрфи Пьер Расико |
| |                                                 | |                                                             | Судьи: Келли Сазерленд Крис Ли Линейные судьи: Брайан Мёрфи Пьер Расико |
| 6 мин | Штраф                                           | 4 мин |                                                             | Судьи: Келли Сазерленд Крис Ли Линейные судьи: Брайан Мёрфи Пьер Расико |
| |                                                 | |                                                             |                                                                         |
| | 24                                              | Броски | 36                                                          |                                                                         |

| 14 сентября 2016 19:30 | Канада | 3 : 2 (ОТ) (1:0, 0:0, 1:2, 1:0) | Россия | Консол Энерджи-центр, Питтсбург Зрителей: 12 332 |

| Отчёт | Отчёт                     | Отчёт | Отчёт                           | Отчёт                                                                       |
| --- | ------------------------- | --- | ------------------------------- | --------------------------------------------------------------------------- |
| |                           | |                                 |                                                                             |
| | Кэри Прайс — 00:00-63:29  | Вратари                                                                                                   | 00:00-63:29 — Сергей Бобровский | Судьи: Дэн О’Хэллоран Горд Дуайер Линейные судьи: Дерек Амелл Джонни Мюррей |
| | Голы:                     | |                                 | Судьи: Дэн О’Хэллоран Горд Дуайер Линейные судьи: Дерек Амелл Джонни Мюррей |
| Патрис Бержерон — 08:49 (С. Кросби, Б. Бёрнс) Джон Таварес — 53:58 (Д. Даути) Райан Гецлаф — 63:29 (Б. Бёрнс) | 1 : 0 1 : 1 : 2 : 2 3 : 2 | 43:40 — Александр Овечкин (бол.) (А. Панарин, Е. Малкин) 47:25 — Артемий Панарин (Е. Дадонов, В. Шипачёв) |                                 | Судьи: Дэн О’Хэллоран Горд Дуайер Линейные судьи: Дерек Амелл Джонни Мюррей |
| |                           | |                                 | Судьи: Дэн О’Хэллоран Горд Дуайер Линейные судьи: Дерек Амелл Джонни Мюррей |
| |                           | |                                 | Судьи: Дэн О’Хэллоран Горд Дуайер Линейные судьи: Дерек Амелл Джонни Мюррей |
| |                           | |                                 | Судьи: Дэн О’Хэллоран Горд Дуайер Линейные судьи: Дерек Амелл Джонни Мюррей |
| 14 мин | Штраф                     | 8 мин |                                 | Судьи: Дэн О’Хэллоран Горд Дуайер Линейные судьи: Дерек Амелл Джонни Мюррей |
| |                           | |                                 |                                                                             |
| | 48                        | Броски | 26                              |                                                                             |

## Предварительный раунд
|  | Команды, выходящие в полуфинал |

### Группа A
| М | Сборная | И | В | П | ПО | ВОО | ВО | ШЗ | ШП | РШ  | О |
| - | ------- | - | - | - | -- | --- | -- | -- | -- | --- | - |
| 1 | Канада  | 3 | 3 | 0 | 0  | 3   | 3  | 14 | 3  | +11 | 6 |
| 2 | Европа  | 3 | 2 | 1 | 0  | 2   | 1  | 7  | 6  | +1  | 4 |
| 3 | Чехия   | 3 | 1 | 1 | 1  | 1   | 1  | 6  | 12 | -6  | 3 |
| 4 | США     | 3 | 0 | 3 | 0  | 0   | 0  | 5  | 11 | -6  | 0 |

Источник: wch2016.com/ru
Начало матчей указано по местному времени (UTC−4:00)
| 17 сентября 2016 15:30 | Европа | 3 : 0 (1:0, 2:0, 0:0) | США | Эйр Канада-центр, Торонто Зрителей: 18 959 |

| Отчёт | Отчёт                       | Отчёт   | Отчёт                       | Отчёт                                                                     |
| --- | --------------------------- | ------- | --------------------------- | ------------------------------------------------------------------------- |
| |                             |         |                             |                                                                           |
| | Ярослав Галак — 00:00-60:00 | Вратари | 00:00-60:00 — Джонатан Куик | Судьи: Горд Дуайер Келли Сазерленд Линейные судьи: Шейн Хейер Дерек Амелл |
| | Голы:                       |         |                             | Судьи: Горд Дуайер Келли Сазерленд Линейные судьи: Шейн Хейер Дерек Амелл |
| Мариан Габорик — 04:19 (Ф. Нильсен, М. Цуккарелло) Леон Драйзайтль — 24:02 (Н. Нидеррайтер, Т. Ридер) Пьер-Эдуард Белльмар — 38:32 (Я. Хансен, К. Эрхофф) | 1 : 0 2 : 0 3 : 0           |         |                             | Судьи: Горд Дуайер Келли Сазерленд Линейные судьи: Шейн Хейер Дерек Амелл |
| |                             |         |                             | Судьи: Горд Дуайер Келли Сазерленд Линейные судьи: Шейн Хейер Дерек Амелл |
| |                             |         |                             | Судьи: Горд Дуайер Келли Сазерленд Линейные судьи: Шейн Хейер Дерек Амелл |
| |                             |         |                             | Судьи: Горд Дуайер Келли Сазерленд Линейные судьи: Шейн Хейер Дерек Амелл |
| 8 мин | Штраф                       | 8 мин   |                             | Судьи: Горд Дуайер Келли Сазерленд Линейные судьи: Шейн Хейер Дерек Амелл |
| |                             |         |                             |                                                                           |
| | 17                          | Броски  | 35                          |                                                                           |

| 17 сентября 2016 20:00 | Канада | 6 : 0 (3:0, 2:0, 1:0) | Чехия | Эйр Канада-центр, Торонто Зрителей: 18 978 |

| Отчёт | Отчёт                               | Отчёт   | Отчёт                       | Отчёт                                                                 |
| --- | ----------------------------------- | ------- | --------------------------- | --------------------------------------------------------------------- |
| |                                     |         |                             |                                                                       |
| | Кэри Прайс — 00:00-60:00            | Вратари | 00:00-60:00 — Михал Нойвирт | Судьи: Эрик Фурлатт Крис Ли Линейные судьи: Стив Миллер Мишель Кормье |
| | Голы:                               |         |                             | Судьи: Эрик Фурлатт Крис Ли Линейные судьи: Стив Миллер Мишель Кормье |
| Сидни Кросби — 08:26 (Б. Маршан, С. Стэмкос) Брэд Маршан — 17:08 (Б. Бёрнс, С. Кросби) Патрис Бержерон — 19:59 (Б. Маршанд) Джо Торнтон — 27:22 (С. Кросби, М. Дюшен) Джонатан Тэйвз (бол.) — 34:45 (Р. Гецлаф, Дж. Таварес) Алекс Пьетранджело (бол.) — 52:41 (Д. Даути, Дж. Таварес) | 1 : 0 2 : 0 3 : 0 4 : 0 5 : 0 6 : 0 |         |                             | Судьи: Эрик Фурлатт Крис Ли Линейные судьи: Стив Миллер Мишель Кормье |
| |                                     |         |                             | Судьи: Эрик Фурлатт Крис Ли Линейные судьи: Стив Миллер Мишель Кормье |
| |                                     |         |                             | Судьи: Эрик Фурлатт Крис Ли Линейные судьи: Стив Миллер Мишель Кормье |
| |                                     |         |                             | Судьи: Эрик Фурлатт Крис Ли Линейные судьи: Стив Миллер Мишель Кормье |
| 12 мин | Штраф                               | 6 мин   |                             | Судьи: Эрик Фурлатт Крис Ли Линейные судьи: Стив Миллер Мишель Кормье |
| |                                     |         |                             |                                                                       |
| | 50                                  | Броски  | 27                          |                                                                       |

| 19 сентября 2016 15:00 | Чехия | 2 : 3 (ОТ) (0:0, 1:1, 1:1, 0:1) | Европа | Эйр Канада-центр, Торонто Зрителей: 8574 |

| Отчёт                                                                                             | Отчёт                     | Отчёт | Отчёт                       | Отчёт                                                                        |
| ------------------------------------------------------------------------------------------------- | ------------------------- | --- | --------------------------- | ---------------------------------------------------------------------------- |
|                                                                                                   |                           | |                             |                                                                              |
|                                                                                                   | Петр Мразек — 00:00-62:06 | Вратари | 00:00-62:06 — Ярослав Галак | Судьи: Эрик Фурлатт Келли Сазерленд Линейные судьи: Стив Миллер Брайан Мёрфи |
|                                                                                                   | Голы:                     | |                             | Судьи: Эрик Фурлатт Келли Сазерленд Линейные судьи: Стив Миллер Брайан Мёрфи |
| Якуб Ворачек — 33:28 (М. Йордан, М. Михалек) Мартин Ганзал (бол.) — 48:31 (В. Соботка, А. Гемски) | 0 : 1 : 1 1 : 2 : 2 2 : 3 | 30:04 — Здено Хара (Т. Ванек, П.-Э. Белльмар) 42:17 — Матс Цуккарелло (Я. Галак) 62:06 — Леон Драйзайтль (М. Цуккарелло) |                             | Судьи: Эрик Фурлатт Келли Сазерленд Линейные судьи: Стив Миллер Брайан Мёрфи |
|                                                                                                   |                           | |                             | Судьи: Эрик Фурлатт Келли Сазерленд Линейные судьи: Стив Миллер Брайан Мёрфи |
|                                                                                                   |                           | |                             | Судьи: Эрик Фурлатт Келли Сазерленд Линейные судьи: Стив Миллер Брайан Мёрфи |
|                                                                                                   |                           | |                             | Судьи: Эрик Фурлатт Келли Сазерленд Линейные судьи: Стив Миллер Брайан Мёрфи |
| 12 мин                                                                                            | Штраф                     | 8 мин |                             | Судьи: Эрик Фурлатт Келли Сазерленд Линейные судьи: Стив Миллер Брайан Мёрфи |
|                                                                                                   |                           | |                             |                                                                              |
|                                                                                                   | 30                        | Броски | 41                          |                                                                              |

| 20 сентября 2016 20:00 | США | 2 : 4 (1:3, 0:1, 1:0) | Канада | Эйр Канада-центр, Торонто Зрителей: 19 106 |

| Отчёт                                                                                           | Отчёт                             | Отчёт | Отчёт                    | Отчёт                                                                    |
| ----------------------------------------------------------------------------------------------- | --------------------------------- | --- | ------------------------ | ------------------------------------------------------------------------ |
|                                                                                                 |                                   | |                          |                                                                          |
|                                                                                                 | Джонатан Куик — 00:00-60:00       | Вратари | 00:00-60:00 — Кэри Прайс | Судьи: Уэс Макколи Эрик Фурлатт Линейные судьи: Шейн Хейер Мишель Кормье |
|                                                                                                 | Голы:                             | |                          | Судьи: Уэс Макколи Эрик Фурлатт Линейные судьи: Шейн Хейер Мишель Кормье |
| Райан Макдона — 04:22 (Д. Степан, П. Кейн) Ти Джей Оши — 57:28 (Дж. ван Римсдайк, Дж. Павелски) | 1 : 0 1 : 1 : 2 1 : 3 1 : 4 2 : 4 | 05:51 — Мэтт Дюшен (М.-Э. Власик, Дж. Торнтон) 06:05 — Кори Перри (Л. Кутюр, Дж. Тэйвз) 12:07 — Мэтт Дюшен (Б. Бёрнс) 28:50 — Патрис Бержерон (Дж. Таварес, А. Пьетранджело) |                          | Судьи: Уэс Макколи Эрик Фурлатт Линейные судьи: Шейн Хейер Мишель Кормье |
|                                                                                                 |                                   | |                          | Судьи: Уэс Макколи Эрик Фурлатт Линейные судьи: Шейн Хейер Мишель Кормье |
|                                                                                                 |                                   | |                          | Судьи: Уэс Макколи Эрик Фурлатт Линейные судьи: Шейн Хейер Мишель Кормье |
|                                                                                                 |                                   | |                          | Судьи: Уэс Макколи Эрик Фурлатт Линейные судьи: Шейн Хейер Мишель Кормье |
| 6 мин                                                                                           | Штраф                             | 6 мин |                          | Судьи: Уэс Макколи Эрик Фурлатт Линейные судьи: Шейн Хейер Мишель Кормье |
|                                                                                                 |                                   | |                          |                                                                          |
|                                                                                                 | 36                                | Броски | 34                       |                                                                          |

| 21 сентября 2016 20:00 | Канада | 4 : 1 (2:0, 1:1, 1:0) | Европа | Эйр Канада-центр, Торонто Зрителей: 18 926 |

| Отчёт | Отчёт                         | Отчёт                                        | Отчёт                       | Отчёт                                                                     |
| --- | ----------------------------- | -------------------------------------------- | --------------------------- | ------------------------------------------------------------------------- |
| |                               |                                              |                             |                                                                           |
| | Кори Кроуфорд — 00:00-60:00   | Вратари                                      | 00:00-60:00 — Ярослав Галак | Судьи: Дэн О’Рурк Дэн О’Хэллоран Линейные судьи: Брайан Мёрфи Пьер Расико |
| | Голы:                         |                                              |                             | Судьи: Дэн О’Рурк Дэн О’Хэллоран Линейные судьи: Брайан Мёрфи Пьер Расико |
| Сидни Кросби — 04:01 (Дж. Боумистер) Джонатан Тэйвз — 19:05 (М. Дюшен) Джонатан Тэйвз — 34:48 (Л. Кутюр) Логан Кутюр — 57:33 (Дж. Тэйвз, М.-Э. Власик) | 1 : 0 2 : 0 2 : 1 3 : 1 4 : 1 | 24:38 — Мариан Госса (А. Копитар, К. Эрхофф) |                             | Судьи: Дэн О’Рурк Дэн О’Хэллоран Линейные судьи: Брайан Мёрфи Пьер Расико |
| |                               |                                              |                             | Судьи: Дэн О’Рурк Дэн О’Хэллоран Линейные судьи: Брайан Мёрфи Пьер Расико |
| |                               |                                              |                             | Судьи: Дэн О’Рурк Дэн О’Хэллоран Линейные судьи: Брайан Мёрфи Пьер Расико |
| |                               |                                              |                             | Судьи: Дэн О’Рурк Дэн О’Хэллоран Линейные судьи: Брайан Мёрфи Пьер Расико |
| 6 мин | Штраф                         | 12 мин                                       |                             | Судьи: Дэн О’Рурк Дэн О’Хэллоран Линейные судьи: Брайан Мёрфи Пьер Расико |
| |                               |                                              |                             |                                                                           |
| | 46                            | Броски                                       | 20                          |                                                                           |

| 22 сентября 2016 20:00 | Чехия | 4 : 3 (1:1, 3:1, 0:1) | США | Эйр Канада-центр, Торонто Зрителей: 11 987 |

| Отчёт | Отчёт                                     | Отчёт | Отчёт                                              | Отчёт                                                                |
| --- | ----------------------------------------- | --- | -------------------------------------------------- | -------------------------------------------------------------------- |
| |                                           | |                                                    |                                                                      |
| | Петр Мразек — 00:00-60:00                 | Вратари | 00:00-40:00 — Бен Бишоп 40:00-60:00 — Кори Шнайдер | Судьи: Горд Дуайер Крис Ли Линейные судьи: Мишель Кормье Стив Миллер |
| | Голы:                                     | |                                                    | Судьи: Горд Дуайер Крис Ли Линейные судьи: Мишель Кормье Стив Миллер |
| Збынек Михалек — 12:44 (О. Палат, М. Ганзал) Милан Михалек — 26:03 Андрей Шустр — 36:50 (Я. Ворачек, М. Фролик) Милан Михалек — 37:29 (А. Гемски, Р. Полак) | 1 : 0 1 : 1 2 : 1 2 : 2 3 : 2 4 : 2 4 : 3 | 14:28 — Джо Павелски (бол.) (З. Паризе, П. Кейн) 34:13 — Джастин Абделькадер (Д. Бафлин, Р. Сутер) 42:22 — Райан Макдона (мен.) (Б. Уилер, Б. Дубински) |                                                    | Судьи: Горд Дуайер Крис Ли Линейные судьи: Мишель Кормье Стив Миллер |
| |                                           | |                                                    | Судьи: Горд Дуайер Крис Ли Линейные судьи: Мишель Кормье Стив Миллер |
| |                                           | |                                                    | Судьи: Горд Дуайер Крис Ли Линейные судьи: Мишель Кормье Стив Миллер |
| |                                           | |                                                    | Судьи: Горд Дуайер Крис Ли Линейные судьи: Мишель Кормье Стив Миллер |
| 8 мин | Штраф                                     | 6 мин |                                                    | Судьи: Горд Дуайер Крис Ли Линейные судьи: Мишель Кормье Стив Миллер |
| |                                           | |                                                    |                                                                      |
| | 27                                        | Броски | 39                                                 |                                                                      |

### Группа B
| М | Сборная          | И | В | П | ПО | ВОО | ВО | ШЗ | ШП | РШ | О |
| - | ---------------- | - | - | - | -- | --- | -- | -- | -- | -- | - |
| 1 | Швеция           | 3 | 2 | 0 | 1  | 2   | 2  | 7  | 5  | +2 | 5 |
| 2 | Россия           | 3 | 2 | 1 | 0  | 2   | 2  | 8  | 5  | +3 | 4 |
| 3 | Северная Америка | 3 | 2 | 1 | 0  | 2   | 1  | 11 | 8  | +3 | 4 |
| 4 | Финляндия        | 3 | 0 | 3 | 0  | 0   | 0  | 1  | 9  | -8 | 0 |

Источник: wch2016.com/ru
Начало матчей указано по местному времени (UTC−4:00)
| 18 сентября 2016 15:00 | Россия | 1 : 2 (0:0, 0:2, 1:0) | Швеция | Эйр Канада-центр, Торонто Зрителей: 18 966 |

| Отчёт                                           | Отчёт                           | Отчёт | Отчёт                        | Отчёт                                                                    |
| ----------------------------------------------- | ------------------------------- | --- | ---------------------------- | ------------------------------------------------------------------------ |
|                                                 |                                 | |                              |                                                                          |
|                                                 | Сергей Бобровский — 00:00-60:00 | Вратари                                                                                                   | 00:00-60:00 — Якоб Маркстрём | Судьи: Уэс Макколи Дэн О’Рурк Линейные судьи: Брайан Мёрфи Джонни Мюррей |
|                                                 | Голы:                           | |                              | Судьи: Уэс Макколи Дэн О’Рурк Линейные судьи: Брайан Мёрфи Джонни Мюррей |
| Александр Овечкин — 59:27 (Е. Малкин, П. Дацюк) | 0 : 1 0 : 2 1 : 2               | 30:41 — Габриэль Ландескуг (бол.) (Э. Карлссон, Н. Бекстрём) 32:52 — Виктор Хедман (К. Хагелин, Х. Седин) |                              | Судьи: Уэс Макколи Дэн О’Рурк Линейные судьи: Брайан Мёрфи Джонни Мюррей |
|                                                 |                                 | |                              | Судьи: Уэс Макколи Дэн О’Рурк Линейные судьи: Брайан Мёрфи Джонни Мюррей |
|                                                 |                                 | |                              | Судьи: Уэс Макколи Дэн О’Рурк Линейные судьи: Брайан Мёрфи Джонни Мюррей |
|                                                 |                                 | |                              | Судьи: Уэс Макколи Дэн О’Рурк Линейные судьи: Брайан Мёрфи Джонни Мюррей |
| 8 мин                                           | Штраф                           | 6 мин |                              | Судьи: Уэс Макколи Дэн О’Рурк Линейные судьи: Брайан Мёрфи Джонни Мюррей |
|                                                 |                                 | |                              |                                                                          |
|                                                 | 28                              | Броски | 29                           |                                                                          |

| 18 сентября 2016 20:00 | Финляндия | 1 : 4 (0:1, 0:3, 1:0) | Северная Америка | Эйр Канада-центр, Торонто Зрителей: 19 029 |

| Отчёт                                              | Отчёт                         | Отчёт | Отчёт                     | Отчёт                                                                   |
| -------------------------------------------------- | ----------------------------- | --- | ------------------------- | ----------------------------------------------------------------------- |
|                                                    |                               | |                           |                                                                         |
|                                                    | Пекка Ринне — 00:00-60:00     | Вратари | 00:00-60:00 — Мэтт Мюррей | Судьи: Дэн О’Хэллоран Крис Ли Линейные судьи: Мишель Кормье Пьер Расико |
|                                                    | Голы:                         | |                           | Судьи: Дэн О’Хэллоран Крис Ли Линейные судьи: Мишель Кормье Пьер Расико |
| Валттери Филппула — 55:53 (Ю. Йокинен, Л. Комаров) | 0 : 1 0 : 2 0 : 3 0 : 4 1 : 4 | 05:03 — Джек Айкел (бол.) (О. Мэттьюс, К. Макдэвид) 25:27 — Джонни Годро (К. Парайко, Д. Ларкин) 27:27 — Джонатан Друэн (Р. Ньюджент-Хопкинс, Ш. Гостисбеер) 34:37 — Натан Маккиннон (К. Парайко) |                           | Судьи: Дэн О’Хэллоран Крис Ли Линейные судьи: Мишель Кормье Пьер Расико |
|                                                    |                               | |                           | Судьи: Дэн О’Хэллоран Крис Ли Линейные судьи: Мишель Кормье Пьер Расико |
|                                                    |                               | |                           | Судьи: Дэн О’Хэллоран Крис Ли Линейные судьи: Мишель Кормье Пьер Расико |
|                                                    |                               | |                           | Судьи: Дэн О’Хэллоран Крис Ли Линейные судьи: Мишель Кормье Пьер Расико |
| 4 мин                                              | Штраф                         | 6 мин |                           | Судьи: Дэн О’Хэллоран Крис Ли Линейные судьи: Мишель Кормье Пьер Расико |
|                                                    |                               | |                           |                                                                         |
|                                                    | 25                            | Броски | 43                        |                                                                         |

| 19 сентября 2016 20:00 | Северная Америка | 3 : 4 (1:0, 1:4, 1:0) | Россия | Эйр Канада-центр, Торонто Зрителей: 19 078 |

| Отчёт | Отчёт                                               | Отчёт | Отчёт                           | Отчёт                                                                   |
| --- | --------------------------------------------------- | --- | ------------------------------- | ----------------------------------------------------------------------- |
| |                                                     | |                                 |                                                                         |
| | Мэтт Мюррей — 00:00-35:43 Джон Гибсон — 35:43-60:00 | Вратари | 00:00-60:00 — Сергей Бобровский | Судьи: Горд Дуайер Дэн О’Хэллоран Линейные судьи: Шейн Хейер Дере Амелл |
| | Голы:                                               | |                                 | Судьи: Горд Дуайер Дэн О’Хэллоран Линейные судьи: Шейн Хейер Дере Амелл |
| Остон Мэттьюс — 05:14 (К. Макдэвид, М. Шайфли) Морган Райлли — 37:56 (Р. Ньюджент-Хопкинс, Дж. Годро) Райан Ньюджент-Хопкинс (бол.) — 43:01 (Н. Маккиннон, К. Парайко) | 1 : 0 1 : 1 : 2 1 : 3 1 : 4 2 : 4 3 : 4             | 29:29 — Владислав Наместников (И. Телегин, А. Анисимов) 30:19 — Никита Кучеров (Н. Кулёмин) 33:37 — Евгений Кузнецов (А. Панарин, Н. Зайцев) 35:43 — Владимир Тарасенко (П. Дацюк, А. Овечкин) |                                 | Судьи: Горд Дуайер Дэн О’Хэллоран Линейные судьи: Шейн Хейер Дере Амелл |
| |                                                     | |                                 | Судьи: Горд Дуайер Дэн О’Хэллоран Линейные судьи: Шейн Хейер Дере Амелл |
| |                                                     | |                                 | Судьи: Горд Дуайер Дэн О’Хэллоран Линейные судьи: Шейн Хейер Дере Амелл |
| |                                                     | |                                 | Судьи: Горд Дуайер Дэн О’Хэллоран Линейные судьи: Шейн Хейер Дере Амелл |
| 10 мин | Штраф                                               | 16 мин |                                 | Судьи: Горд Дуайер Дэн О’Хэллоран Линейные судьи: Шейн Хейер Дере Амелл |
| |                                                     | |                                 |                                                                         |
| | 46                                                  | Броски | 25                              |                                                                         |

| 20 сентября 2016 15:00 | Швеция | 2 : 0 (0:0, 1:0, 1:0) | Финляндия | Эйр Канада-центр, Торонто Зрителей: 11 604 |

| Отчёт                                                                    | Отчёт                          | Отчёт   | Отчёт                     | Отчёт                                                               |
| ------------------------------------------------------------------------ | ------------------------------ | ------- | ------------------------- | ------------------------------------------------------------------- |
|                                                                          |                                |         |                           |                                                                     |
|                                                                          | Хенрик Лундквист — 00:00-60:00 | Вратари | 00:00-60:00 — Туукка Раск | Судьи: Дэн О’Рурк Крис Ли Линейные судьи: Пьер Расико Джонни Мюррей |
|                                                                          | Голы:                          |         |                           | Судьи: Дэн О’Рурк Крис Ли Линейные судьи: Пьер Расико Джонни Мюррей |
| Антон Строльман — 29:57 (Х. Седин, Д. Седин) Луи Эрикссон (п.в.) — 59:57 | 1 : 0 2 : 0                    |         |                           | Судьи: Дэн О’Рурк Крис Ли Линейные судьи: Пьер Расико Джонни Мюррей |
|                                                                          |                                |         |                           | Судьи: Дэн О’Рурк Крис Ли Линейные судьи: Пьер Расико Джонни Мюррей |
|                                                                          |                                |         |                           | Судьи: Дэн О’Рурк Крис Ли Линейные судьи: Пьер Расико Джонни Мюррей |
|                                                                          |                                |         |                           | Судьи: Дэн О’Рурк Крис Ли Линейные судьи: Пьер Расико Джонни Мюррей |
| 8 мин                                                                    | Штраф                          | 8 мин   |                           | Судьи: Дэн О’Рурк Крис Ли Линейные судьи: Пьер Расико Джонни Мюррей |
|                                                                          |                                |         |                           |                                                                     |
|                                                                          | 29                             | Броски  | 36                        |                                                                     |

| 21 сентября 2016 15:00 | Швеция | 3 : 4 (OT) (2:3, 0:0, 1:0, 0:1) | Северная Америка | Эйр Канада-центр, Торонто Зрителей: 19 104 |

| Отчёт | Отчёт                                     | Отчёт | Отчёт                     | Отчёт                                                                      |
| --- | ----------------------------------------- | --- | ------------------------- | -------------------------------------------------------------------------- |
| |                                           | |                           |                                                                            |
| | Хенрик Лундквист — 00:00-64:10            | Вратари | 00:00-64:10 — Джон Гибсон | Судьи: Келли Сазерленд Горд Дуайер Линейные судьи: Дерек Амелл Стив Миллер |
| | Голы:                                     | |                           | Судьи: Келли Сазерленд Горд Дуайер Линейные судьи: Дерек Амелл Стив Миллер |
| Филип Форсберг — 08:24 (П. Хёрнквист, Н. Бекстрём) Никлас Бекстрём — 16:28 (Ф. Форсберг, Э. Карлссон) Патрик Берглунд — 46:50 (Э. Карлссон, К. Сёдерберг) | 0 : 1 0 : 2 1 : 2 1 : 3 2 : 3 3 : 3 3 : 4 | 00:30 — Остон Мэттьюс (М. Райлли, К. Макдэвид) 01:35 — Винсент Трочек (Ш. Гостисбеер, Дж. Айкел) 13:57 — Джонни Годро (Ш. Гостисбеер) 64:10 — Натан Маккиннон (Дж. Годро, Ш. Гостисбеер) |                           | Судьи: Келли Сазерленд Горд Дуайер Линейные судьи: Дерек Амелл Стив Миллер |
| |                                           | |                           | Судьи: Келли Сазерленд Горд Дуайер Линейные судьи: Дерек Амелл Стив Миллер |
| |                                           | |                           | Судьи: Келли Сазерленд Горд Дуайер Линейные судьи: Дерек Амелл Стив Миллер |
| |                                           | |                           | Судьи: Келли Сазерленд Горд Дуайер Линейные судьи: Дерек Амелл Стив Миллер |
| 8 мин | Штраф                                     | 10 мин |                           | Судьи: Келли Сазерленд Горд Дуайер Линейные судьи: Дерек Амелл Стив Миллер |
| |                                           | |                           |                                                                            |
| | 38                                        | Броски | 49                        |                                                                            |

| 22 сентября 2016 15:00 | Россия | 3 : 0 (0:0, 2:0, 1:0) | Финляндия | Эйр Канада-центр, Торонто Зрителей: 12 098 |

| Отчёт | Отчёт                           | Отчёт   | Отчёт                     | Отчёт                                                                    |
| --- | ------------------------------- | ------- | ------------------------- | ------------------------------------------------------------------------ |
| |                                 |         |                           |                                                                          |
| | Сергей Бобровский — 00:00-60:00 | Вратари | 00:00-60:00 — Туукка Раск | Судьи: Эрик Фурлатт Уэс Макколи Линейные судьи: Джонни Мюррей Шейн Хейер |
| | Голы:                           |         |                           | Судьи: Эрик Фурлатт Уэс Макколи Линейные судьи: Джонни Мюррей Шейн Хейер |
| Владимир Тарасенко — 23:42 (А. Овечкин) Иван Телегин — 25:01 (В. Шипачёв) Евгений Малкин — 43:39 (А. Емелин) | 1 : 0 2 : 0 3 : 0               |         |                           | Судьи: Эрик Фурлатт Уэс Макколи Линейные судьи: Джонни Мюррей Шейн Хейер |
| |                                 |         |                           | Судьи: Эрик Фурлатт Уэс Макколи Линейные судьи: Джонни Мюррей Шейн Хейер |
| |                                 |         |                           | Судьи: Эрик Фурлатт Уэс Макколи Линейные судьи: Джонни Мюррей Шейн Хейер |
| |                                 |         |                           | Судьи: Эрик Фурлатт Уэс Макколи Линейные судьи: Джонни Мюррей Шейн Хейер |
| 6 мин | Штраф                           | 4 мин   |                           | Судьи: Эрик Фурлатт Уэс Макколи Линейные судьи: Джонни Мюррей Шейн Хейер |
| |                                 |         |                           |                                                                          |
| | 22                              | Броски  | 21                        |                                                                          |

## Плей-офф
|  | Полуфинал | Полуфинал | Полуфинал | Полуфинал | Полуфинал | Полуфинал | Полуфинал | Полуфинал | Полуфинал | Полуфинал |      |        | Финал (до двух побед) | Финал (до двух побед) | Финал (до двух побед) | Финал (до двух побед) | Финал (до двух побед) | Финал (до двух побед) | Финал (до двух побед) | Финал (до двух побед) | Финал (до двух побед) | Финал (до двух побед) |
|  |           |           |           |           |           |           |           |           |           |           |      |        |                       |                       |                       |                       |                       |                       |                       |                       |                       |                       |
|  | А1        | Канада    | Канада    | Канада    | Канада    | Канада    | Канада    | Канада    | Канада    | 5         |      |        |                       |                       |                       |                       |                       |                       |                       |                       |                       |                       |
|  | А1        | Канада    | Канада    | Канада    | Канада    | Канада    | Канада    | Канада    | Канада    | 5         |      |        |                       |                       |                       |                       |                       |                       |                       |                       |                       |                       |
|  | B2        | Россия    | Россия    | Россия    | Россия    | Россия    | Россия    | Россия    | Россия    | 3         |      |        |                       |                       |                       |                       |                       |                       |                       |                       |                       |                       |
|  |           |           |           |           |           |           |           |           |           |           | WSF1 | Канада | Канада                | Канада                | Канада                | Канада                | Канада                | Канада                | 3                     | 2                     |                       |                       |
|  |           |           |           |           |           |           |           |           |           |           | WSF1 | Канада | Канада                | Канада                | Канада                | Канада                | Канада                | Канада                | 3                     | 2                     |                       |                       |
|  |           |           |           |           |           |           |           |           |           |           |      |        | WSF2                  | Европа                | Европа                | Европа                | Европа                | Европа                | Европа                | Европа                | 1                     | 1                     |
|  | B1        | Швеция    | Швеция    | Швеция    | Швеция    | Швеция    | Швеция    | Швеция    | Швеция    | 2         |      |        | WSF2                  | Европа                | Европа                | Европа                | Европа                | Европа                | Европа                | Европа                | 1                     | 1                     |
|  | B1        | Швеция    | Швеция    | Швеция    | Швеция    | Швеция    | Швеция    | Швеция    | Швеция    | 2         |      |        |                       |                       |                       |                       |                       |                       |                       |                       |                       |                       |
|  | А2        | Европа    | Европа    | Европа    | Европа    | Европа    | Европа    | Европа    | Европа    | 3*        |      |        |                       |                       |                       |                       |                       |                       |                       |                       |                       |                       |
|  | А2        | Европа    | Европа    | Европа    | Европа    | Европа    | Европа    | Европа    | Европа    | 3*        |      |        |                       |                       |                       |                       |                       |                       |                       |                       |                       |                       |
|  |           |           |           |           |           |           |           |           |           |           |      |        |                       |                       |                       |                       |                       |                       |                       |                       |                       |                       |

* — количество овертаймов

### Полуфинал
Начало матчей указано по местному времени (UTC−4:00)
| 24 сентября 2016 19:00 | Канада | 5 : 3 (1:0, 1:2, 3:1) | Россия | Эйр Канада-центр, Торонто Зрителей: 19 021 |

| Отчёт | Отчёт                                       | Отчёт | Отчёт                           | Отчёт                                                                    |
| --- | ------------------------------------------- | --- | ------------------------------- | ------------------------------------------------------------------------ |
| |                                             | |                                 |                                                                          |
| | Кэри Прайс — 00:00-60:00                    | Вратари | 00:00-60:00 — Сергей Бобровский | Судьи: Келли Сазерленд Дэн О’Рурк Линейные судьи: Дерек Амелл Шейн Хейер |
| | Голы:                                       | |                                 | Судьи: Келли Сазерленд Дэн О’Рурк Линейные судьи: Дерек Амелл Шейн Хейер |
| Сидни Кросби — 07:40 Брэд Маршан — 37:36 (С. Кросби, П. Бержерон) Брэд Маршан — 41:16 (С. Кросби, П. Бержерон) Кори Перри — 45:48 (Л. Кутюр, М.-Э. Власик) Джон Таварес — 49:22 (Р. Гецлаф, М.-Э. Власик) | 1 : 0 1 : 1 : 2 : 2 3 : 2 4 : 2 5 : 2 5 : 3 | 28:46 — Никита Кучеров (Н. Зайцев, Е. Малкин) 36:24 — Евгений Кузнецов (И. Телегин, Е. Дадонов) 59:51 — Артемий Панарин (Н. Кулёмин, Н. Кучеров) |                                 | Судьи: Келли Сазерленд Дэн О’Рурк Линейные судьи: Дерек Амелл Шейн Хейер |
| |                                             | |                                 | Судьи: Келли Сазерленд Дэн О’Рурк Линейные судьи: Дерек Амелл Шейн Хейер |
| |                                             | |                                 | Судьи: Келли Сазерленд Дэн О’Рурк Линейные судьи: Дерек Амелл Шейн Хейер |
| |                                             | |                                 | Судьи: Келли Сазерленд Дэн О’Рурк Линейные судьи: Дерек Амелл Шейн Хейер |
| 6 мин | Штраф                                       | 6 мин |                                 | Судьи: Келли Сазерленд Дэн О’Рурк Линейные судьи: Дерек Амелл Шейн Хейер |
| |                                             | |                                 |                                                                          |
| | 47                                          | Броски | 34                              |                                                                          |

| 25 сентября 2016 13:00 | Швеция | 2 : 3 (ОТ) (0:0, 1:1, 1:1, 0:1) | Европа | Эйр Канада-центр, Торонто Зрителей: 12 595 |

| Отчёт                                                                             | Отчёт                          | Отчёт | Отчёт                       | Отчёт                                                                      |
| --------------------------------------------------------------------------------- | ------------------------------ | --- | --------------------------- | -------------------------------------------------------------------------- |
|                                                                                   |                                | |                             |                                                                            |
|                                                                                   | Хенрик Лундквист — 00:00-63:43 | Вратари | 00:00-63:43 — Ярослав Галак | Судьи: Дэн О’Хэллоран Дэн О’Рурк Линейные судьи: Дерек Амелл Джонни Мюррей |
|                                                                                   | Голы:                          | |                             | Судьи: Дэн О’Хэллоран Дэн О’Рурк Линейные судьи: Дерек Амелл Джонни Мюррей |
| Никлас Бекстрём — 22:31 (А. Строльман) Эрик Карлссон — 55:28 (Х. Седин, Д. Седин) | 1 : 0 1 : 1 : 2 : 2 2 : 3      | 36:27 — Мариан Габорик (К. Эрхофф, А. Копитар) 40:12 — Томаш Татар (А. Секера) 63:43 — Томаш Татар (М. Цуккарелло, А. Копитар) |                             | Судьи: Дэн О’Хэллоран Дэн О’Рурк Линейные судьи: Дерек Амелл Джонни Мюррей |
|                                                                                   |                                | |                             | Судьи: Дэн О’Хэллоран Дэн О’Рурк Линейные судьи: Дерек Амелл Джонни Мюррей |
|                                                                                   |                                | |                             | Судьи: Дэн О’Хэллоран Дэн О’Рурк Линейные судьи: Дерек Амелл Джонни Мюррей |
|                                                                                   |                                | |                             | Судьи: Дэн О’Хэллоран Дэн О’Рурк Линейные судьи: Дерек Амелл Джонни Мюррей |
| 6 мин                                                                             | Штраф                          | 8 мин |                             | Судьи: Дэн О’Хэллоран Дэн О’Рурк Линейные судьи: Дерек Амелл Джонни Мюррей |
|                                                                                   |                                | |                             |                                                                            |
|                                                                                   | 39                             | Броски | 31                          |                                                                            |

### Финал
Начало матчей указано по местному времени (UTC−4:00)
| 27 сентября 2016 20:00 | Канада | 3 : 1 (2:0, 0:1, 1:0) | Европа | Эйр Канада-центр, Торонто Зрителей: 18 377 |

| Отчёт | Отчёт                    | Отчёт                                           | Отчёт                       | Отчёт                                                                       |
| --- | ------------------------ | ----------------------------------------------- | --------------------------- | --------------------------------------------------------------------------- |
| |                          |                                                 |                             |                                                                             |
| | Кэри Прайс — 00:00-60:00 | Вратари                                         | 00:00-60:00 — Ярослав Галак | Судьи: Уэс Макколи Келли Сазерленд Линейные судьи: Брайан Мёрфи Пьер Расико |
| | Голы:                    |                                                 |                             | Судьи: Уэс Макколи Келли Сазерленд Линейные судьи: Брайан Мёрфи Пьер Расико |
| Брэд Маршан — 02:33 (П. Бержерон, С. Кросби) Стивен Стэмкос — 13:20 (Р. Гецлаф) Патрис Бержерон — 49:24 (С. Кросби, Б. Маршанд) | 1 : 0 2 : 0 2 : 1 3 : 1  | 27:00 — Томаш Татар (Д. Зайденберг, А. Копитар) |                             | Судьи: Уэс Макколи Келли Сазерленд Линейные судьи: Брайан Мёрфи Пьер Расико |
| |                          |                                                 |                             | Судьи: Уэс Макколи Келли Сазерленд Линейные судьи: Брайан Мёрфи Пьер Расико |
| |                          |                                                 |                             | Судьи: Уэс Макколи Келли Сазерленд Линейные судьи: Брайан Мёрфи Пьер Расико |
| |                          |                                                 |                             | Судьи: Уэс Макколи Келли Сазерленд Линейные судьи: Брайан Мёрфи Пьер Расико |
| 4 мин | Штраф                    | 2 мин                                           |                             | Судьи: Уэс Макколи Келли Сазерленд Линейные судьи: Брайан Мёрфи Пьер Расико |
| |                          |                                                 |                             |                                                                             |
| | 38                       | Броски                                          | 33                          |                                                                             |

| 29 сентября 2016 20:00 | Европа | 1 : 2 (1:0, 0:0, 0:2) | Канада | Эйр Канада-центр, Торонто Зрителей: 19 080 |

| Отчёт                                      | Отчёт                       | Отчёт | Отчёт                    | Отчёт                                                                      |
| ------------------------------------------ | --------------------------- | --- | ------------------------ | -------------------------------------------------------------------------- |
|                                            |                             | |                          |                                                                            |
|                                            | Ярослав Галак — 00:00-60:00 | Вратари | 00:00-60:00 — Кэри Прайс | Судьи: Дэн О’Рурк Дэн О’Хэллоран Линейные судьи: Дерек Амелл Джонни Мюррей |
|                                            | Голы:                       | |                          | Судьи: Дэн О’Рурк Дэн О’Хэллоран Линейные судьи: Дерек Амелл Джонни Мюррей |
| Здено Хара — 06:26 (А. Секера, Ф. Нильсен) | 1 : 0 1 : 1 : 2             | 57:07 — Патрис Бержерон (бол.) (Б. Бёрнс, С. Кросби) 59:16 — Брэд Маршан (мен.) (Дж. Тэйвз, А. Пьетранджело) |                          | Судьи: Дэн О’Рурк Дэн О’Хэллоран Линейные судьи: Дерек Амелл Джонни Мюррей |
|                                            |                             | |                          | Судьи: Дэн О’Рурк Дэн О’Хэллоран Линейные судьи: Дерек Амелл Джонни Мюррей |
|                                            |                             | |                          | Судьи: Дэн О’Рурк Дэн О’Хэллоран Линейные судьи: Дерек Амелл Джонни Мюррей |
|                                            |                             | |                          | Судьи: Дэн О’Рурк Дэн О’Хэллоран Линейные судьи: Дерек Амелл Джонни Мюррей |
| 10 мин                                     | Штраф                       | 4 мин |                          | Судьи: Дэн О’Рурк Дэн О’Хэллоран Линейные судьи: Дерек Амелл Джонни Мюррей |
|                                            |                             | |                          |                                                                            |
|                                            | 33                          | Броски | 34                       |                                                                            |

## Статистика

### Итоговое положение команд
| 1   | Канада           |
| 2   | Европа           |
| 3-4 | Швеция           |
| 3-4 | Россия           |
| 5-8 | Северная Америка |
| 5-8 | Чехия            |
| 5-8 | США              |
| 5-8 | Финляндия        |

| Обладатель Кубка мира 2016 |
| Канада Второй титул        |

### Лучшие бомбардиры
| Игрок           | Команда          | И | Г | П | О  | +/- |
| --------------- | ---------------- | - | - | - | -- | --- |
| Сидни Кросби    | Канада           | 6 | 3 | 7 | 10 | 8   |
| Брэд Маршан     | Канада           | 6 | 5 | 3 | 8  | 5   |
| Патрис Бержерон | Канада           | 6 | 4 | 3 | 7  | 4   |
| Джонатан Тэйвз  | Канада           | 6 | 3 | 2 | 5  | 6   |
| Мэтт Дюшен      | Канада           | 6 | 2 | 2 | 4  | 3   |
| Джонни Годро    | Северная Америка | 3 | 2 | 2 | 4  | 2   |
| Никлас Бекстрём | Швеция           | 4 | 2 | 2 | 4  | 3   |
| Логан Кутюр     | Канада           | 6 | 1 | 3 | 4  | 3   |
| Эрик Карлссон   | Швеция           | 4 | 1 | 3 | 4  | 2   |
| Матс Цуккарелло | Европа           | 6 | 1 | 3 | 4  | 2   |
| Джон Таварес    | Канада           | 6 | 1 | 3 | 4  | 2   |

По данным: WCH2016

### Лучшие вратари
В списке указаны вратари, сыгравшие не менее 40% от всего игрового времени их сборной.
| Игрок             | Команда          | И | П | ПШ | КН   | ОБ%   | СМ | Мин |
| ----------------- | ---------------- | - | - | -- | ---- | ----- | -- | --- |
| Кэри Прайс        | Канада           | 5 | 5 | 7  | 1.40 | 0.957 | 1  | 300 |
| Ярослав Галак     | Европа           | 6 | 3 | 13 | 2.15 | 0.941 | 1  | 362 |
| Хенрик Лундквист  | Швеция           | 3 | 1 | 7  | 2.25 | 0.940 | 1  | 187 |
| Джон Гибсон       | Северная Америка | 2 | 1 | 3  | 2.09 | 0.932 | 0  | 86  |
| Сергей Бобровский | Россия           | 4 | 2 | 10 | 2.53 | 0.930 | 1  | 237 |
| Петр Мразек       | Чехия            | 2 | 1 | 6  | 2.98 | 0.925 | 0  | 121 |

По данным: WCH2016

### Индивидуальные награды
Самый ценный игрок (MVP):
- Сидни Кросби

## Трансляция турнира
| Страна                     | Телеканал                 |
| -------------------------- | ------------------------- |
| Канада                     | TVA Sports (французский)  |
| Канада                     | Sportsnet (английский)    |
| США                        | ESPN (английский)         |
| США                        | ESPN Deportes (испанский) |
| Германия                   | Sport1                    |
| Европа (отдельные страны)  | Eurosport                 |
| Европа (отдельные страны)  | Сетанта Спорт             |
| Дания                      | Viasat                    |
| Норвегия                   | Viasat                    |
| Швеция                     | Viasat                    |
| Польша                     | TVP Sport                 |
| Словакия                   | TV Markíza                |
| Словакия                   | Dajto                     |
| Россия                     | Первый канал              |
| Россия                     | Матч ТВ                   |
| Финляндия                  | Viasat Hockey             |
| Финляндия                  | Nelonen                   |
| Чехия                      | ČT Sport                  |
| Австралия                  | ESPN Australia            |
| Новая Зеландия             | ESPN Australia            |
| Аргентина                  | ESPN Latin America        |
| Боливия                    | ESPN Latin America        |
| Венесуэла                  | ESPN Latin America        |
| Гватемала                  | ESPN Latin America        |
| Гондурас                   | ESPN Latin America        |
| Доминиканская Республика   | ESPN Latin America        |
| Колумбия                   | ESPN Latin America        |
| Коста-Рика                 | ESPN Latin America        |
| Мексика                    | ESPN Latin America        |
| Никарагуа                  | ESPN Latin America        |
| Панама                     | ESPN Latin America        |
| Парагвай                   | ESPN Latin America        |
| Перу                       | ESPN Latin America        |
| Сальвадор                  | ESPN Latin America        |
| Уругвай                    | ESPN Latin America        |
| Чили                       | ESPN Latin America        |
| Эквадор                    | ESPN Latin America        |
| Бразилия                   | ESPN Brasil               |
| Страны Карибского бассейна | ESPN Caribbean            |